# Рикади
Рикади (итал. Ricadi) — коммуна в Италии, располагается в регионе Калабрия, подчиняется административному центру Вибо-Валентия.
Население составляет 4471 человек (на 2004 год), плотность населения составляет 203 чел./км². Занимает площадь 22 км². Почтовый индекс — 89866. Телефонный код — 0963.
Рикади граничит с коммунами Драпия, Спилинга, Тропея.
Покровителем коммуны почитается святой Захария. Праздник ежегодно празднуется 5 ноября.